# Central Tour
 (juin 2022).
Tournées par Indochine
13 Tour
(2018-2019) Arena Tour
(2025-2026)
Central Tour est une tournée du groupe Indochine de célébration de ses 40 ans. Un album live du même nom sorti le 13 janvier 2023.

## Présentation
Alors qu'elle devait commencer initialement le 29 mai 2021 au stade Matmut Atlantique de Bordeaux, la tournée Central Tour est finalement reportée en raison de la crise sanitaire ; elle débute le 21 mai 2022 au Stade de France à Paris.
Elle a établi les records d'affluence toutes disciplines confondues (concerts et sports) dans les stades détaillés dans le tableau ci-après. Au total, 417 799 personnes ont assisté aux six concerts de la tournée.
Le concert de Lyon a été diffusé au cinéma en IMAX et en salle standard le 24 novembre 2022.

## Programme

### Liste des concerts
| Date initiale  | Date effective | Lieu                | Ville     | Pays   | Affluence | Audience |
| -------------- | -------------- | ------------------- | --------- | ------ | --------- | -------- |
| 19 juin 2021   | 21 mai 2022    | Stade de France     | Paris     | France | Complet   | 97 036   |
| 29 mai 2021    | 4 juin 2022    | Matmut Atlantique   | Bordeaux  | France | Complet   | 53 483   |
| 5 juin 2021    | 11 juin 2022   | Orange Vélodrome    | Marseille | France |           | 59 400   |
| 26 juin 2021   | 25 juin 2022   | Groupama Stadium    | Lyon      | France | Complet   | 72 561   |
| 3 juillet 2021 | 2 juillet 2022 | Stade Pierre Mauroy | Lille     | France | Complet   | 67 838   |
| 4 juillet 2021 | 3 juillet 2022 | Stade Pierre Mauroy | Lille     | France | Complet   | 67 481   |

### Première partie
Chaque première partie de concert a été assurée par un artiste ou groupe d'artistes différents. Ils sont en tout 3 artistes solo et 3 groupes invités à se produire avant Indochine : Coach Party (Paris), Mansfield.TYA (Bordeaux), Hannes Bieger (Marseille), Clara 3000 (Lyon), Superbus (Lille), Vitalic (Lille).

## Setlist
1. Nos célébrations
2. Station 13
3. Marilyn
4. Miss Paramount
5. Canary Bay
6. Punishment Park
7. Les Tzars
8. Paradize
9. Le Baiser
10. Tes yeux noirs
11. 7000 danses
12. La Chevauchée des champs de blé
13. À l'assaut (des ombres sur l'o) (Paris) / Little Dolls (Bordeaux, Lyon, Lille 2) / Song for a Dream (Marseille) / Popstitute (Lille 1)
14. 3SEX (ft. Christine and the Queens)
15. Alice et June
16. Un été français
17. Trois nuits par semaine
18. Medley « Club Central » : Des fleurs pour Salinger, Kissing My Song, Stef II, Drugstar, Dizzidence Politik (ft. Dimitri Bodiansky et Lou Sirkis | Paris, Marseille, Lyon, Lille 2), Nos célébrations (remix)
19. Set acoustique : J'ai demandé à la lune, Kao Bang (Bordeaux, Marseille, Lille 1 et 2), La vie est belle, Atomic Sky (Paris, Lyon), Un singe en hiver (Lille 2) (ft. L'orchestre de la Garde républicaine | Paris, Lyon)
20. College Boy (ft. Philippe Jaroussky | Paris, Lyon)
21. L'Aventurier
22. Karma Girls

## Album liveCentral Tour
L'album live Central Tour sort le 13 janvier 2023 sous la forme d'un triple CD qui se classe à la première place du Top Albums en France. L'album est certifié "disque de platine" (100 000 exemplaires). Sort également un triple DVD qui se classe "DVD de diamant" (40 000 exemplaires).

### Tracklisting
CD 1 :
1. Nos célébrations
2. Station 13
3. Marilyn
4. Miss Paramount
5. Canary Bay
6. Punishment Park
7. Les Tzars
8. Paradize

CD 2 :
1. Le Baiser
2. Tes yeux noirs
3. 7000 danses
4. La Chevauchée des champs de blé
5. Little Dolls
6. 3SEX (ft. Christine and the Queens)
7. Alice et June
8. Un été français
9. Trois nuits par semaine

CD 3 :
1. Medley « Club Central » : Des fleurs pour Salinger, Kissing My Song, Stef II, Drugstar, Dizzidence Politik (ft. Dimitri Bodiansky et Lou Sirkis), Nos célébrations (remix)
2. Set acoustique : J'ai demandé à la lune, La vie est belle (ft. L'orchestre de la Garde républicaine)
3. College Boy (ft. Philippe Jaroussky)
4. L'Aventurier
5. Karma Girls
6. Set acoustique : Atomic Sky (ft. L'orchestre de la Garde républicaine | bonus)

## Technicité scénique
Pour la tournée Central Tour, Indochine se produit sur une scène centrale dans cinq grands stades français. Un écran central à 360 degrés de plus de 2 000 m2, le plus grand jamais réalisé pour un concert live, a été spécialement conçu pour les stades visités par la tournée Central Tour.
La scène demande 5 jours de montage et 1 jour et demi pour le démontage, le tout en travaillant 24 heures sur 24.

### Structure de la scène
- Structure en acier : 150 tonnes
- Écran vidéo : 2 500 m2 composé de 1400 panneaux de LED pour un poids de 68 tonnes
- Lumière : 1500 projecteurs pour un poids de 10 tonnes
- Son : 30 tonnes
- 400 m de crash barrières
- Poids total de la tour équipée : 258 tonnes
- Hauteur de la tour : 45 mètres
- Scène : 850 m2

### Moyens mobilisés

#### Moyens matériels
- 4 grues 100 tonnes
- 4 nacelles élévatrices 45 mètres
- 20 chariots élévateurs
- 950 roads sur la semaine
- 70 semis remorques

#### Moyens humains
- 250 techniciens